# Tempo di Seis
Das Tempo di Seis ist eine Tempoangabe, die zum Beispiel Leonard Bernstein in dem Stück America aus dem Musical West Side Story verwendet.
Sie bezieht sich auf die [Seis], eine Art puerto-ricanischer Jíbaro-Tanzmusik. Die Bezeichnung „Seis“ geht vermutlich darauf zurück, dass diese Musik ursprünglich von sechs Paaren getanzt wurde.